# Танковые сражения (книга)
Танковые сражения (нем. Panzerschlachten) — воспоминания Фридриха фон Меллентина о его службе штабным офицером в танковых войсках немецкой армии во время Второй мировой войны.
Первое английское издание под названием « Panzer Battles: A Study of the Employment of Armor in the Second World War» было опубликовано в 1956 году издательством University of Oklahoma Press. В период с 1956 по 1976 год «Танковые сражения» переиздавались в США шесть раз. Входит в число книг генералов вермахта, повлиявших на послевоенное мышление Запада о возможностях России.

## Содержание
В книге представлены личные воспоминания Меллентина и информация об основных операциях, в которых он участвовал, на основных театрах военных действий, а также подробно освещаются его действия в качестве офицера разведки Эрвина Роммеля в Африканском корпусе и начальника штаба XXXXVIII танкового корпуса в России